# تربینیه
تربینیه (به لاتین: Trebinje) یک شهر در بوسنی و هرزگوین است که در جمهوری صرب بوسنی واقع شده‌است. این شهر که در جنوبی‌ترین بخش بوسنی و هرزگوین قرار دارد دارای جمعیت ۳۱۴۳۳ نفر (۲۰۱۳ میلادی) می‌باشد. آب و هوای این شهر مدیترانه‌ای است.

## خصوصیات
تربینیه ۸۵۴٬۵ کیلومترمربع مساحت و ۲۵٬۵۸۹ نفر جمعیت دارد و ۲۷۵ متر بالاتر از سطح دریا واقع شده‌است.

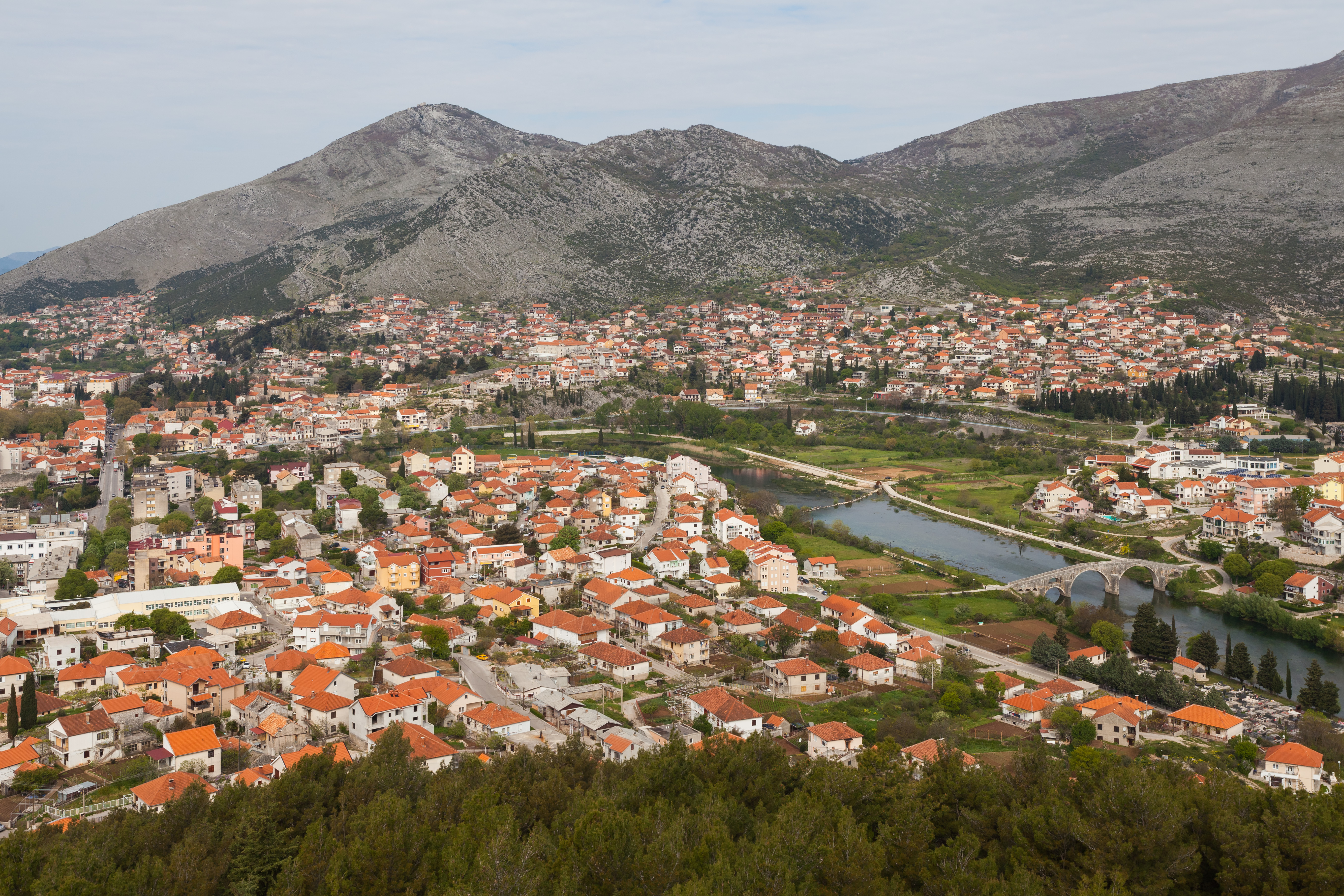
نمایی از شهر